# Eugene Lazowski
Eugene Lazowski (sinh năm 1913 tại Częstochowa, Ba Lan, mất ngày 16 tháng 12 năm 2006 tại Eugene, Oregon, Hoa Kỳ) là bác sĩ y khoa người Ba Lan. Ông đã cứu hàng ngàn người trong Thế chiến II bằng cách tạo ra một dịch bệnh giả khiến lính Đức ám ảnh.

## Chiến tranh thế giới thứ hai
Trước khi Chiến tranh thế giới thứ hai bắt đầu, Eugeniusz Łazowski tốt nghiệp bằng y khoa tại Đại học Józef Piłsudski ở Warszawa, Ba Lan. Trong Chiến tranh thế giới thứ hai, Łazowski từng là Trung úy Quân đội Ba Lan thuộc Hội Chữ thập đỏ, sau đó là bác sĩ quân y của lực lượng Armia Krajowa, một lực lượng kháng chiến Ba Lan. Sau khi Đức chiếm đóng Ba Lan, Łazowski sống ở Rozwadów cùng vợ và con gái nhỏ. Ông bắt đầu hành nghề y với người bạn là Tiến sĩ Stanisław Matulewicz. Một khám phá y học của Matulewicz là những người khỏe mạnh được tiêm chủng Proteus khiến họ có kết quả dương tính với bệnh sốt phát ban mà không mắc căn bệnh này.  Łazowski áp dụng kết quả khám phá trên và tạo ra một đợt bùng phát dịch bệnh sốt phát ban giả ở khu vực trong và xung quanh thị trấn Rozwadów (nay là một quận thuộc Stalowa Wola), khiến quân đội Đức phải đi cách ly. Nhờ đó ông đã cứu khoảng 8.000 người khỏi bị đưa đến các trại tập trung của Đức trong suốt thời kỳ Holocaust.

## Cuộc sống sau này
Năm 1958, Lazowski di cư đến Hoa Kỳ theo học bổng của Quỹ Rockefeller và năm 1976 ông trở thành giáo sư nhi khoa tại Đại học Illinois tại Chicago. Ông đã viết một cuốn hồi ký Prywatna wojna được tái bản nhiều lần và hơn một trăm luận văn khoa học.
Lazowski thôi hành nghề y vào cuối thập niên 1980. Ông mất năm 2006 tại Eugene, Oregon.